# Mäntymaanoja
De Mäntymaanoja is een beek in het noorden van Zweden, dicht bij de grens met Finland, komt uit het moeras Mäntymaan ten noordwesten van Övertorneå, stroomt naar het zuidoosten, komt ten zuiden van Poikkijärvi in de Hiirioja en is ongeveer 2,5 kilometer lang.
Mäntymaanoja → Hiirioja → Torne → Botnische Golf